# Joseph Friedrich
Pour les articles homonymes, voir Friedrich.
Joseph Franzevich Friedrich (en russe : Иосиф Францевич Фридрих) (né le 9 juin 1853 à Carlsbad (Karlovy Vary), décédé en 1916 à Moscou) est un clarinettiste tchéco-russe.
Il a étudié la clarinette en privé avec Julius Pisarowitz à Prague. Il a  débuté dans l'orchestre de l'Opéra de Prague, puis a joué à Pilsen, Berlin et Londres.
Il rejoint Moscou en 1882, et a pris la citoyenneté russe en 1886. Jusqu'en 1910, il a joué dans l'orchestre du Théâtre Bolchoï, d'abord comme soliste, mais en 1897, il a dû céder la place de première clarinette à Sergueï Rozanov. De 1891 à la fin de sa vie, il a enseigné au Conservatoire de Moscou. Parmi ses élèves figurent Semyon Bellison et Fyodor Nikolaevsky. En général, cependant, on pense que la charge de travail de Friedrich en matière d'orchestre l'a empêché de se concentrer sur l'enseignement et ses étudiants.